# School Rumble
School Rumble (яп. スクールランブル, укр. «Шкільний переполох») — сьонен-манґа, написана Дзіном Кобаясі. Виходила в журналі Shonen Magazine в період з 22 жовтня 2002 до 23 липня 2008 року. За манґою вийшло дві аніме-адаптації, 2 спеціальні OVA. 

### Сюжет
Історія незвичайного життя в середній школі (зокрема, клас 2-C), де зосереджена увага на пригодах Кендзі Харіми, давно закоханий у Темму Цукамото, яка любить у той же час Одзі Карасуму (кохання також нерозділене). Кендзі Харіма неодноразово робить спроби зізнатися у своїх почуттях, але вони провалюються. У сюжеті також є сестра Теммі і її друзі. Водночас існує паралельний клас, 2-D. Сюжет наповнений комічними ситуаціями, непорозуміннями та фантазіями персонажів.

### Манґа
Манґа публікувалася в журналі Weekly Shōnen Magazine з 22 жовтня 2002 року по 23 липня 2008 року, загалом вийшло 345 розділів, зібраних у 22 томи. Після завершення основної серії вийшла додаткова серія School Rumble Z, яка публікувалася з 20 серпня 2008 року по 20 травня 2009 року.

### Аніме
Аніме-адаптація включає:
School Rumble — 26 епізодів, транслювалися з жовтня 2004 по квітень 2005 року.
School Rumble: 2nd Semester — 26 епізодів, транслювалися з квітня по вересень 2006 року.
School Rumble: Third Semester — два спеціальні епізоди, випущені разом з томами манґи.